# فلورنسا هارفي
فلورنسا هارفي هي لاعبة غولف كندية، ولدت في 10 نوفمبر 1878، وتوفيت في 1968 في أنكستر ‏ في كندا.